# Afraflacilla grayorum
Afraflacilla grayorum là một loài nhện trong họ Salticidae.
Loài này thuộc chi Afraflacilla. Afraflacilla grayorum được Marek Żabka miêu tả năm 1993.